# Хоэ-Бёрде
Хоэ-Бёрде (нем. Hohe Börde) — община в Германии, в земле Саксония-Анхальт, входит в район Бёрде.
Население составляет 18056 человек (на 31 декабря 2013 года). Занимает площадь 171,61 км².

## История и состав
Коммуна была образована 1 января 2010 года, а в её состав вошли следующие населённые пункты:
- Аккендорф,
- Айхенбарлебен,
- Беберталь,
- Борнштедт,
- Веллен,
- Грос-Зантерслебен,
- Иркслебен,
- Нидерндоделебен,
- Нордгермерслебен,
- Охтмерслебен,
- Ротмерслебен,
- Хермсдорф,
- Хоэнварслебен,
- Шаккенслебен.

## Население
| Год  | Численность | Численность |
| ---- | ----------- | ----------- |
| 2017 | 18 389      | [ 1 ]       |
| 2019 | 18 397      | [ 5 ]       |
| 2021 | 18 703      | [ 6 ]       |
| 2022 | 18 805      | [ 7 ]       |
| 2023 | 18 852      | [ 2 ]       |

## Галерея

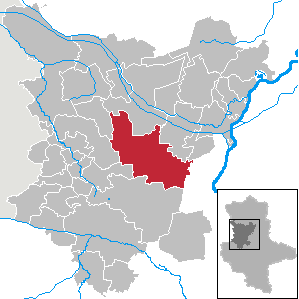
Хоэ-Бёрде на карте района
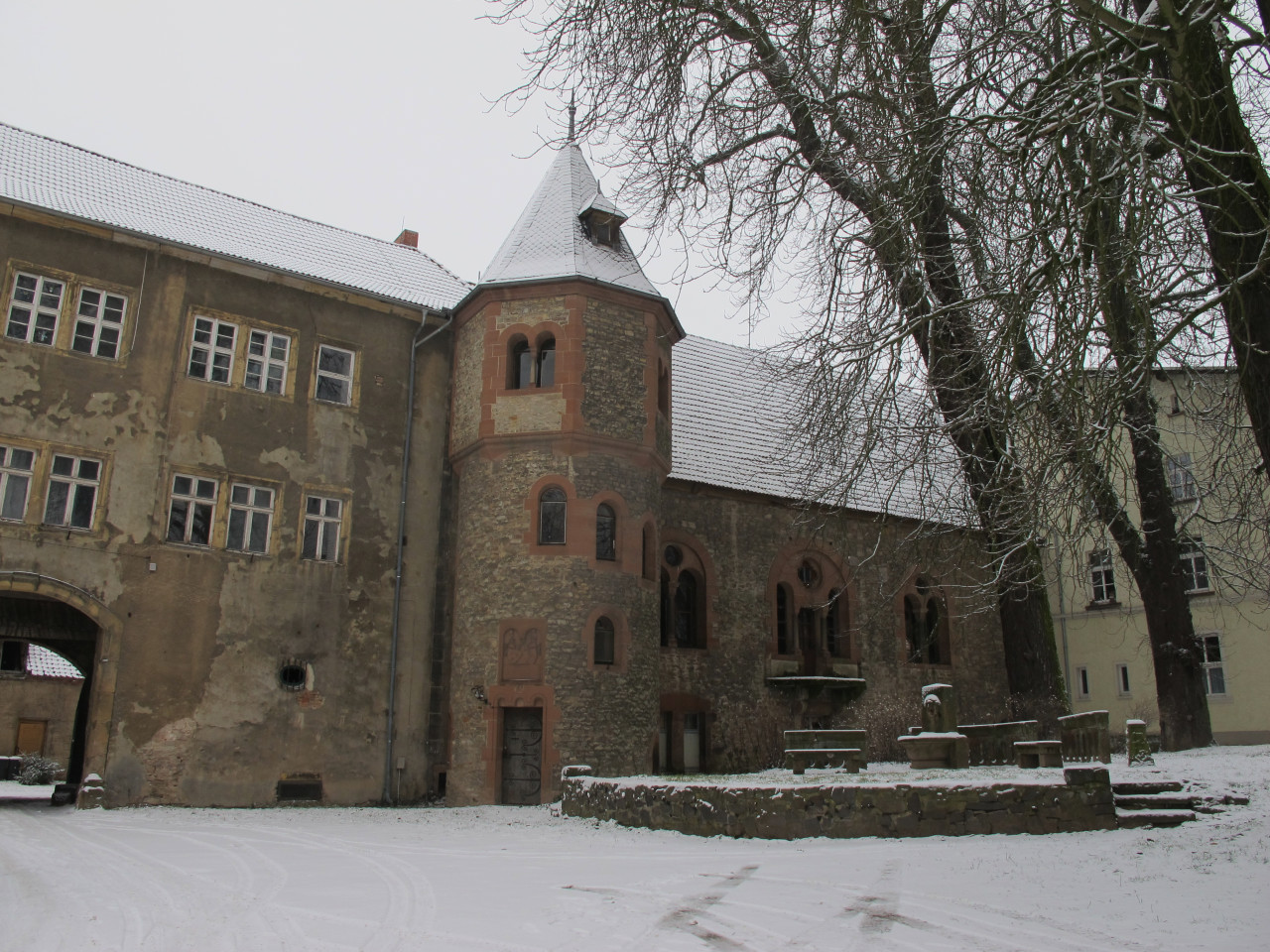
Крепость в Иркслебене